# شاهدخت لوییز، دوشس آرگیل
شاهدخت لوییز، دوشس آرگیل (به انگلیسی: Princess Louise, Duchess of Argyll) با نام کامل لوییز کارولین آلبرتا (زاده ۱۸ مارس ۱۸۴۸ – درگذشته ۳ دسامبر ۱۹۳۹) فرزند ملکه ویکتوریا، ملکه پادشاهی بریتانیا و شاهزاده آلبرت، شاهزاده سکس-کوبرگ و گوتا بود.
وی همچنین از تاریخ ۲۵ نوامبر ۱۸۷۸ تا ۲۳ اکتبر ۱۸۸۳ جانشین ملکه در کانادا بود.

## نشان شاهنشاهی
در سال ۱۸۵۸ به شاهدخت لوییز و ۳ خواهر کوچک‌ترش نشان شاهنشاهی کشور پادشاهی بریتانیا داده شد؛ که ترکیبی از چند نماد در آن دیده می‌شود.
همچنین نشان شاهنشاهی مونوگرام ویژه برای شاهدخت لوییز نیز به وی داده شد.

نشان شاهنشاهی داده شده به شاهدخت لوییز.

نشان شاهنشاهی مونوگرام ویژه شاهدخت لوییز.

## نگارخانه

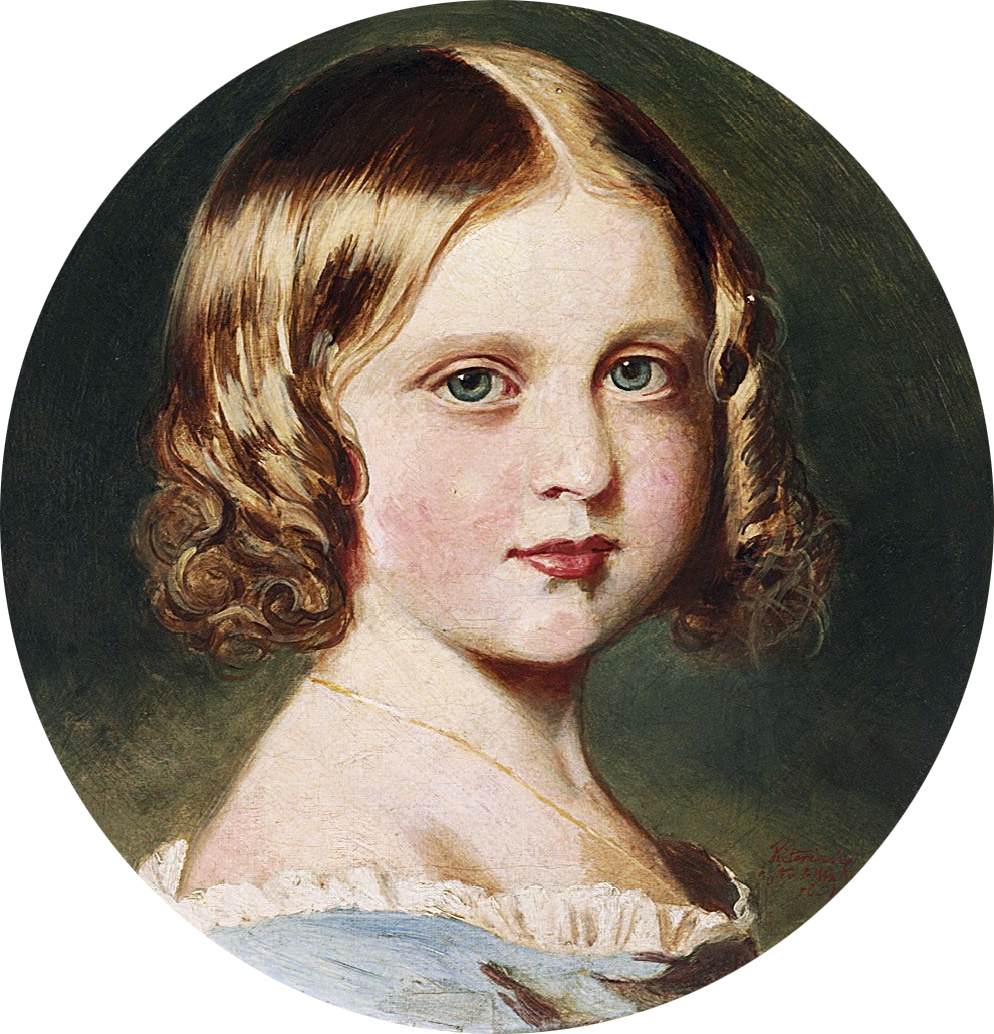
پرتره‌ای از کودکی شاهدخت لوییز که شهبانو ویکتوریا از نسخه اصلی آن که فرانس خاویر وینترهالتر نقاشی کرده است؛ کشیده بود.
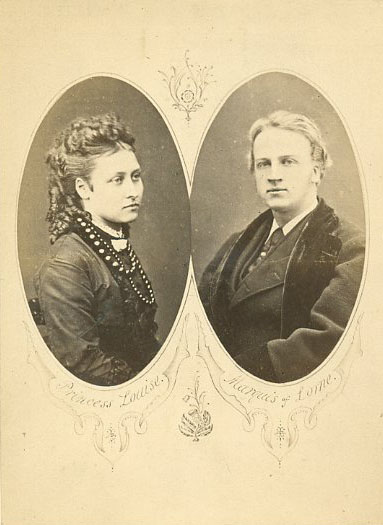
کارت پستال نامزدی شاهدخت لوییز.
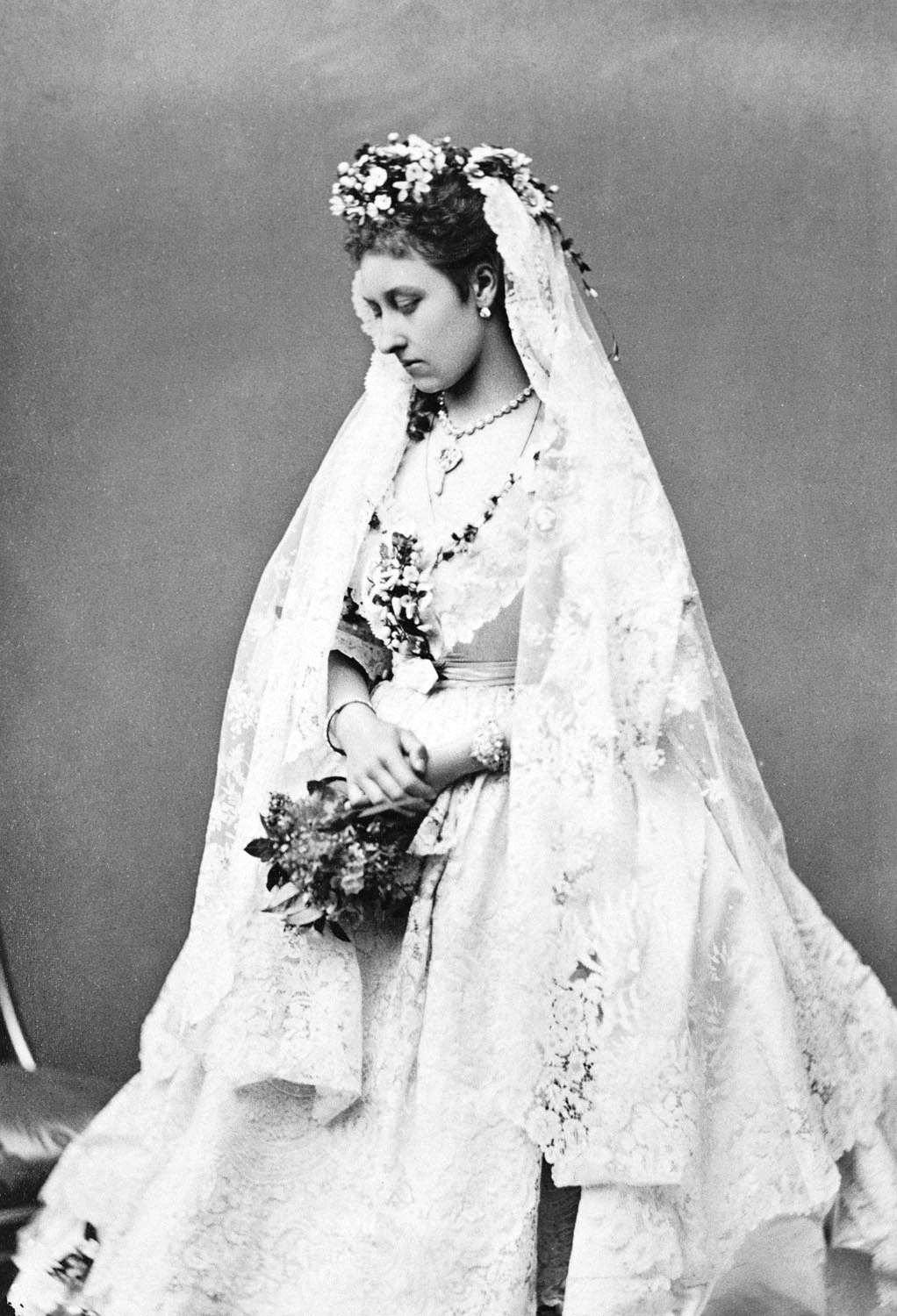
شاهدخت لوییز در لباس عروسی.
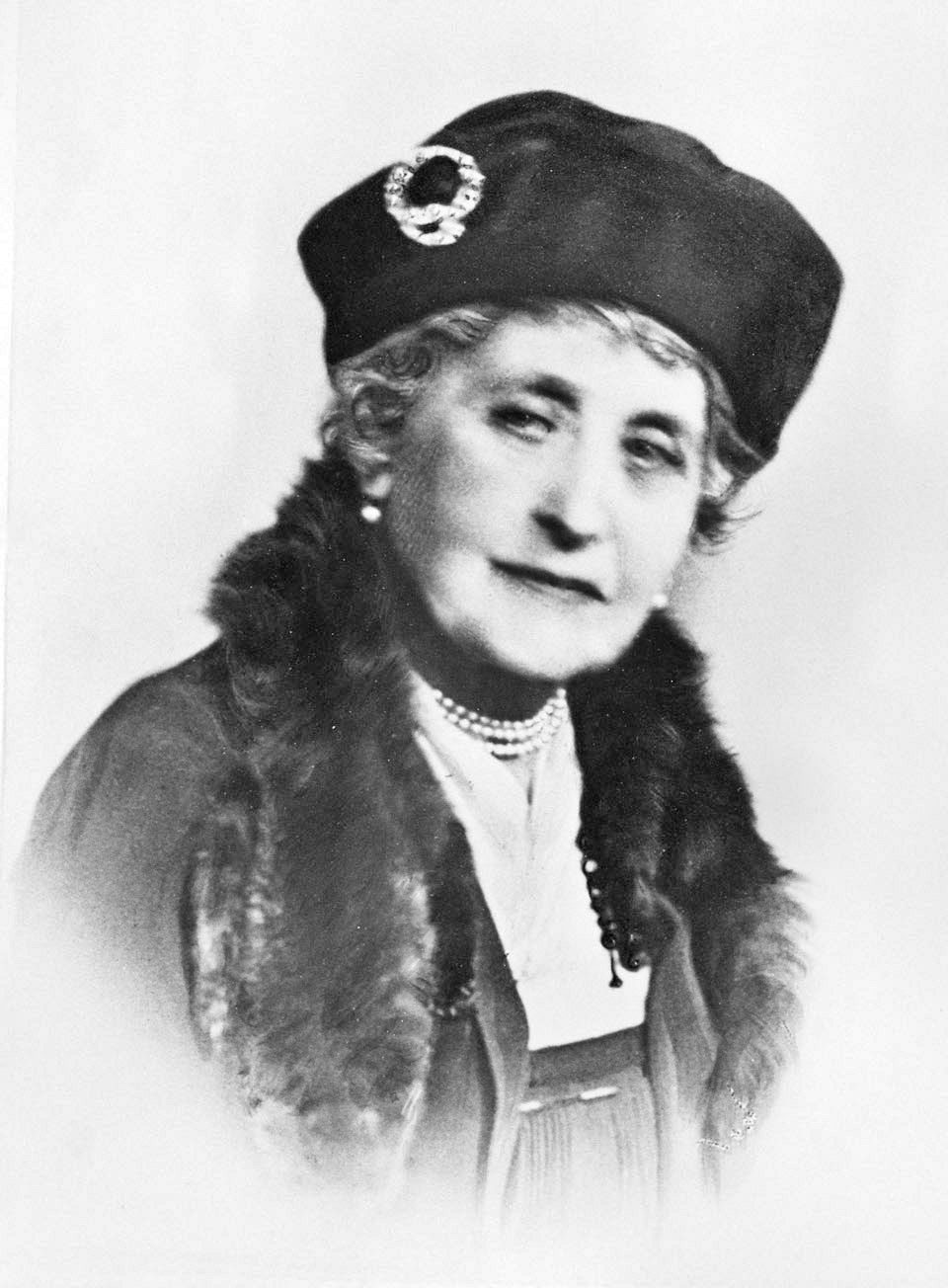
شاهدخت لوییز در سال‌های پایانی زندگی‌اش.